# Nicolas Rey (écrivain)
Pour les articles homonymes, voir Nicolas Rey et Rey.
Pour l’article ayant un titre homophone, voir Nicholas Ray.
Nicolas Rey, né à Évreux le 8 mai 1973, est un écrivain et scénariste français.

## Biographie
Nicolas Rey est le fils d'un directeur commercial dans les produits chimiques (d'origine ukrainienne) et d'une institutrice en maternelle – ce qu'il a tendance à travestir lors de la promotion de ses livres, racontant par exemple que son père est architecte et sa mère agrégée de philosophie,. Il fait ses études au lycée Georges-Dumézil à Vernon. Après un baccalauréat B et avoir abandonné une classe préparatoire HEC à Amiens, il s'installe à Paris où il rencontre le romancier Philippe Djian qui l'initie à la littérature et lui fait découvrir des auteurs comme Richard Brautigan ou Raymond Carver. Il ambitionne d'être réalisateur de cinéma mais à la suite d'une déception amoureuse, il se lance avec désinvolture dans la littérature, publiant son premier roman Treize minutes en 1998.
Depuis 2000, il est publié  aux éditions Au diable vauvert, à l'exception d'un roman publié en 2006 aux éditions Grasset. Il obtient le prix de Flore en 2000 pour son roman Mémoire courte. Lancé par Franz-Olivier Giesbert dans l'émission Culture et Dépendance, il est ensuite chroniqueur dans l'émission Tam Tam etc. sur France inter. En 2006 et 2007, il tient une chronique quotidienne dans l'émission En aparté sur Canal+. Puis, en tenancier de bistro, il coanime sur cette même chaîne l'émission hebdomadaire Un café et l'addition toujours avec Pascale Clark en voix hors-champ, où des journalistes passent l'actualité en revue. Il tient une chronique littéraire pour le magazine VSD, intitulée « Entre les lignes ».
En 2010, il est chroniqueur dans l'émission Starmag présentée par Éric Naulleau sur TPS Star, et également à la radio dans l'émission Comme on nous parle de Pascale Clark sur France Inter. À partir de juin 2011, il tient une chronique dans Le Grand Mag présenté par Ali Baddou sur Canal+ (émission de remplacement de Salut les Terriens ! pendant les grandes vacances).
En septembre 2012, il rejoint l'équipe de chroniqueurs de l'émission Touche pas à mon poste ! présentée par Cyril Hanouna sur D8.
En septembre 2013, il participe à la réédition du magazine Lui relancé par Frédéric Beigbeder. Il réalise alors une interview de Najat Vallaud-Belkacem, alors ministre du Droit des femmes et porte-parole du gouvernement.
Depuis 2014, il effectue des lectures musicales, aux côtés du chanteur Mathieu Saïkaly, à L'Européen (17e arrondissement de Paris) et à la Maison de la Poésie. Il intervient à ce titre avec Mathieu Saïkaly sur France Inter dans une chronique radiophonique à leurs noms, Les Garçons Manqués.
En décembre 2014, il est le héros-malgré-lui de Sumo, le dernier roman de Frédéric Grolleau, dans lequel ce dernier brosse un portrait au vitriol du milieu littéraire parisien.[réf. nécessaire]
En janvier 2015 sort le scénario La Femme de Rio aux Éditions Au diable vauvert, coécrit avec Emma Luchini, tiré de leur court-métrage du même nom, dans lequel il joue. Le court est sélectionné dans plusieurs festivals, dont le Festival international du court métrage de Clermont-Ferrand, et est couronné du César du meilleur court métrage aux César 2015.
En 2017, Les Garçons Manqués, Nicolas Rey & Mathieu Saïkaly, reviennent sur scène, avec leur nouveau spectacle Des nouvelles de l'amour.
En 2018 sort son roman Dos au mur. Ancien alcoolique, ancien cocaïnomane, plusieurs fois hospitalisé pour être sevré, il montre lors de la promotion de son livre « un corps de septuagénaire, cabossé par des années d'excès ».
Il est condamné en première instance le 3 juillet 2020 par le Tribunal judiciaire de Paris à verser treize mille euros de dommages et intérêts à Alexandre Comte, pour résiliation du protocole d’accord après avoir repris sans autorisation quatre textes de ce dernier et les avoir intégrés à son livre Des nouvelles de l'amour. Le 3 avril 2024, la cour d'appel de Paris confirme la condamnation et la porte à quinze mille euros alors que le plaignant Alexandre Comte est décédé le 2 mars 2024 .

## Publications

### Romans
- Treize minutes, Valat, 1998 ; rééd. J'ai lu, 2000 ; Au diable vauvert, 2003
- Mémoire courte, Au diable vauvert, 2000 – prix de Flore
- Un début prometteur, Au diable vauvert, 2003
- Courir à trente ans, Au diable vauvert, 2004
- Quand la révolution, aux Amériques, était nègre... , Éditions Karthala, 2005, 221p.  (ISBN 9782845866249)
- Vallauris plage, Grasset, 2006
- Crazy Caraïbe  ,Sarbacane, 2009
- Un Léger Passage à vide, Au diable vauvert, 2010
- L'amour est déclaré, Au diable vauvert, 2012
- An Dot Soley: Regards noirs sur la ville lumière , Editions Syllepse, 2015,  164p.  (ISBN 9782849504581)
- Les enfants qui mentent n'iront pas au paradis, Au diable vauvert, 2016
- Les Délices de 36, 2016
- Des nouvelles de l'amour, Éditions de la Martinière, 2017
- Dos au mur, Vauvert, Au diable vauvert (1re éd. 2018), 265 p. (ISBN 979-10-307-0175-3)
- Lettres à Joséphine, Au diable vauvert, 2019
- La Marge d’erreur, Au diable vauvert, 2021
- Crédit illimité, Au diable vauvert, 2022
- Médecine douce, Au diable vauvert, 2024

### Nouvelles
- Utah, Omara éditions, 2022.

### Textes et chroniques
- 2012 : Clara Morgane : l'essentiel : les plus belles photos de Clara Morgane, texte de Nicolas Rey ; ouvrage dirigé par Christian Foch et Franck Spengler, Paris, Hugo & Cie  (ISBN 978-2-84628-314-4)
- 2013 : La beauté du geste : textes et chroniques, Au diable vauvert  (ISBN 978-2-84626-772-4)

Recueil de cinquante chroniques parues dans la revue Zurban ou diffusées sur France Inter de 2000 à 2013

### Scénario
- 2015 : La Femme de Rio, coécrit avec Emma Luchini, Au diable vauvert (ISBN 978-2846268165)

Scénario, d'après le court métrage éponyme, réalisé l'année précédente.
- 2015 : Un début prometteur, avec Emma Luchini et Vanessa David

## Filmographie

### Réalisation et scénario
- 2014 : La Femme de Rio, coréalisé avec Emma Luchini[5] - court métrage ; avec Nicolas Rey et Céline Sallette

César du meilleur court métrage aux César 2015
- 2015 : Un début prometteur, scénario avec Emma Luchini et Vanessa David

### Acteur
- 2012 : L'amour dure trois ans, film français de Frédéric Beigbeder - participation dans son propre rôle
- 2014 : La Femme de Rio, coréalisé avec Emma Luchini

## Récompenses et distinctions

### Littérature
- Prix de Flore 2000 pour Mémoire courte

### Cinéma
- Prix Unifrance du court-métrage : Prix spécial 2014[9] pour La Femme de Rio
- César du meilleur court métrage aux César 2015 pour La Femme de Rio